# Gerda Christophersen
Gerda Christophersen (1 de marzo de 1870 – 13 de marzo de 1947) fue una actriz, directora teatral, cantante y autora de nacionalidad danesa.

## Biografía
Su nombre completo era Gerda Amalie Holst Christophersen, y nació en Copenhague, Dinamarca, siendo sus padres el cantante de ópera Harald Edvard Christophersen (1838-1919) y Ernesta Felicita Simonsen (1843-1916). Debutó como actriz en 1889, a los 19 años de edad, en el Casino Teater, ingresando al siguiente año en la escuela del Teatro Real de Copenhague (1890-1893), donde actuó en 1894-1897 con papeles menores. En 1897-1900 actuó en giras teatrales y obtuvo su gran oportunidad con los papeles principales de las operetas Den skønne Galathea y El murciélago. En 1900 trabajó en la inauguración del Aarhus Teater, y en 1902 volvió a Copenhague para actuar en el Casino, donde tuvo un cierto éxito como primera actriz, siendo además la primera directora teatral de Dinamarca en 1912-1914, labor que repitió más adelante en teatros itinerantes.
Se inició en el cine en 1911 actuando para Nordisk Film en Den farlige alder, película basada en una novela de Karin Michaëlis, en la que trabajó junto a Clara Pontoppidan y Valdemar Psilander. Tras su debut actuó en unas cuantas cintas mudas para productoras danesas, hasta que en 1915 se ligó permanentemente a Nordisk Film, rodando 15 películas hasta 1917. Actuó en una única película sonora, en 1939. Fue también la guionista de una película de Nordisk Film rodada en 1912.
En 1929 fue premiada con la medalla Ingenio et arti. Publicó dos autobiografías, una en 1919, Memoirer, y la segunda en 1945, Jeg gav aldrig op.
En 1918, a los 48 años de edad, se casó con el actor Carl Worm (1889-1961), separándose la pareja en 1935. Gerda Christophersen falleció en 1947 en Copenhague, siendo enterrada en el Cementerio Bispebjerg de esa ciudad.

## Filmografía
- 1911 : Gøglerblod
- 1911 : Den farlige alder, de August Blom
- 1914 : Gyldne Lænker, de Alfred Cohn
- 1915 : Hvor Sorgerne glemmes, de Holger-Madsen
- 1915 : Det evige Had, de Hjalmar Davidsen
- 1915 : Hjertefejlen, de Lau Lauritzen Sr.
- 1915 : Helten fra Østafrika, de Lau Lauritzen Sr.
- 1915 : To Mand frem for en Enke, de Lau Lauritzen Sr.
- 1916 : Hvem er hun?, de Emanuel Gregers
- 1916 : Den hvide Djævel, de Holger-Madsen
- 1916 : Gar el Hama IV, de Robert Dinesen
- 1916 : Paraplyen, de Lau Lauritzen Sr.
- 1916 : Letsindighedens Løn, de Robert Dinesen
- 1916 : Ene i Verden, de A.W. Sandberg
- 1917 : Handelen med Menneskeliv, de Hjalmar Davidsen
- 1917 : Askepot, de Lau Lauritzen Sr.
- 1939 : Genboerne, de Arne Weel

### Guionista
- 1912 : Kærlighed og Venskab, de Eduard Schnedler-Sørensen